# Spárgaszárfúrómoly
A spárgaszárfúrómoly (Phtheochroa pulvillana) a valódi lepkék (Glossata) alrendjébe tartozó sodrómolyfélék (Tortricidae) családjának a Kárpát-medencében is honos faja.

## Elterjedése, élőhelye
Ott él, ahol megtalálható egyetlen tápnövénye, a spárga (Asparagus officinalis).

## Megjelenése
Szárnya sárga és barna színekkel tarkázott. A szárny fesztávolsága 16–21 mm.

## Életmódja
Évente egy nemzedéke fejlődik ki. A lepkék a nyár májustól júliusig, éjszaka repülnek. A hernyók augusztustól őszig, majd áttelelés után áprilisig táplálkoznak a spárga szárában – a termesztett spárgában sokkal gyakrabban, mint a vadon növőben.